# 北京聖保羅美國學校
北京圣保罗美国学校，（Saint Paul American School Beijing ；SPAS; ) ，中文網站上的校徽稱聖保羅美國中學，是一間以英語教學的私立學校，位於北京市海淀區清河观澳园18号院北京师范大学第二附属中学国际部海淀学校内。

## 外部連結
- 學校英語網站（页面存档备份，存于）
- 學校中文網站